# BB 64600
,,
Les BB 64600 sont issues de la transformation d'une BB 63400 et de BB 63500, BB Brissonneau et Lotz, pour l'Infra.

## Transformation
- VA
- KVB
- UM pour les engins non équipés d'origine
- RSO à la place de la répétition acoustique
- DAAT
- Radio sol trains GSM-R
- Réchauffeur de gazole pour les engins non encore équipés
- Distributeurs de frein à la place des triples valves

Au Total : 44 locomotives ont été transformées.

## Technicentres titulaires

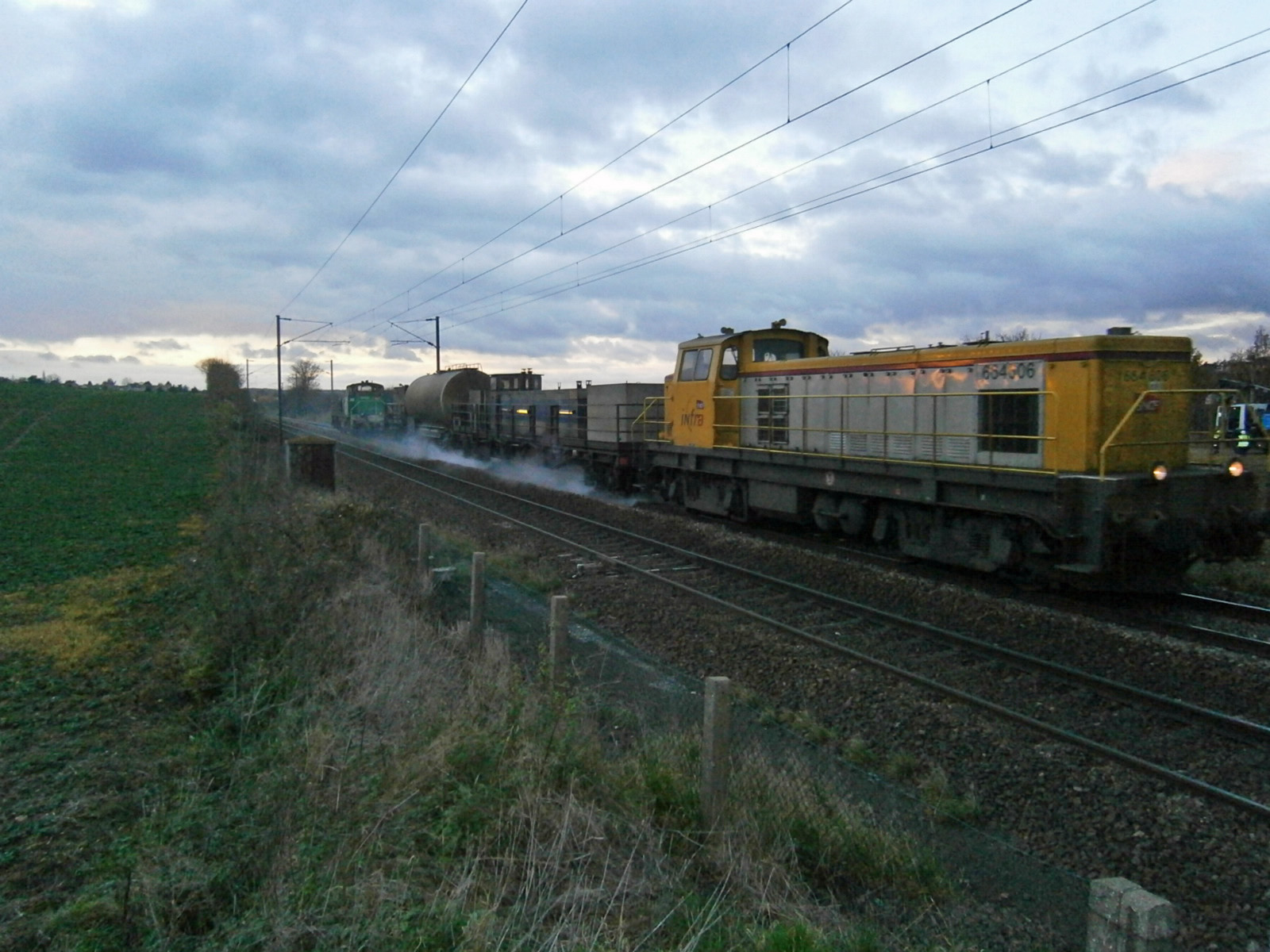
BB 64606 assurant un train nettoyeur de voies.

- STF LOC INFRA SLI : 44 machines[4]
- STF LOC INFRA SLI : 40 machines[5]

| STF | Désignation   | Ville      | Nombre de machines |
| --- | ------------- | ---------- | ------------------ |
| SLI | STF Infrarail | Chalindrey | 39 machines        |

## Sources